# Квіткоїд мінданайський
Квіткоїд мінданайський (Dicaeum nigrilore) — вид горобцеподібних птахів родини квіткоїдових (Dicaeidae).

## Поширення
Ендемік філіппінського острова Мінданао. Населяє тропічні вологі підгірські та гірські ліси на висоті понад 900 м над рівнем моря.

## Спосіб життя
Раціон птаха складається з фруктів і ягід, а також, ймовірно, з нектару та пилку. Трапляється переважно в кроні дерев і шукає поживу наодинці або парами, часто його можна спостерігати в змішаних зграях птахів. Його розмноження та міграційна поведінка недостатньо вивчені.

## Підвиди
Включає два підвиди:
- Dicaeum nigrilore nigrilore: — західна, центральна та південна частини Мінданао.
- Dicaeum nigrilore diuatae: — поширений на північному сході Мінданао.